# Bosdarros
Bosdarros es una localidad y comuna francesa situada en el departamento de los Pirineos Atlánticos, en la región de Aquitania. Su superficie es de 24,91 km², con una población de 937 habitantes, según el censo de 1999, y una densidad de 38 hab/km².

## Comunas limítrofes
- Gelos y Rontignon al norte.
- Narcastet al noreste.
- Baliros, Pardies-Piétat y Saint-Abit al este.
- Gan al oeste.
- Arros-de-Nay y Haut-de-Bosdarros al sureste.
- Rébénacq y Sévignacq-Meyracq al sur.

## Demografía
| 1896 | 1901 | 1962 | 1968 | 1975 | 1982 | 1990 | 1999 |
| ---- | ---- | ---- | ---- | ---- | ---- | ---- | ---- |
| 1060 | 983  | 665  | 609  | 689  | 824  | 872  | 937  |